# Meren van Ounianga

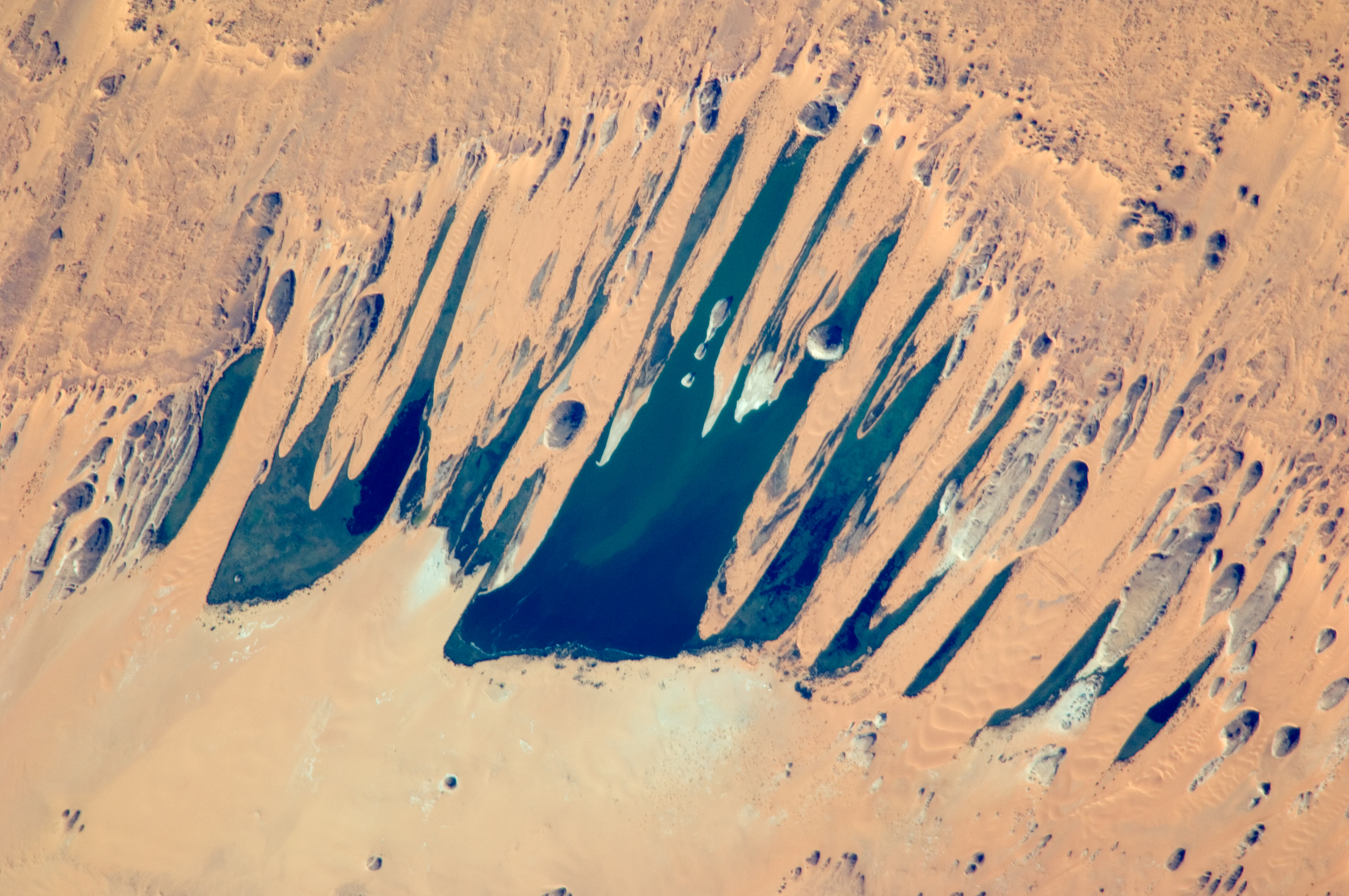
Beeld van onder meer het Telimeer (5,5 km op 2 km, met een diepte tot 10 m, het grootste van de meren van Ounianga, genomen vanuit het Internationaal ruimtestation ISS door de NASA

De meren van Ounianga zijn een tiental meren in het noordwesten van Tsjaad. De meren liggen in de Sahara, en zijn gelegen op en bewaard omwille van het niveau van het freatisch vlak op 377 m boven zeespiegel. Het grondwater uit de Nubische zandsteenaquifer is veelal verzilt. De meren liggen in de noordelijke regio Borkou-Ennedi-Tibesti, bij de stad Ounianga Kébir.
De meren zijn de restanten van een groot meer met een dwarsdoorsnede van tientallen kilometers dat het volledige gebied omvatte 14.800 tot 5.500 jaar geleden tijdens de vochtige Afrikaanse periode. In totaal gaat het nu nog om zo'n 20 km² wateroppervlakte. Ze zijn verdeeld in twee groepen, de meren van Ounianga Kébir, wat staat voor de grote Ouniangameren, en de kleine Ouniangameren, Ounianga Sérir, die 40 tot 50 km zuidoostelijker gelegen zijn. De grootste meren bij de grote Ouniangameren zijn het Yoameer en het Katammeer, het grootste meer van alle, onderdeel van de kleine Ouniangameren is het Telimeer.
Kenmerkend aan de vorm van de meren zijn dat ze veelal gevormd zijn met lange landtongen, die ontstaan zijn door de zandverplaatsing van de passaatwinden.
Het gebied van de meren werd op de 36e sessie van de Commissie voor het Werelderfgoed in Sint-Petersburg in 2012 toegevoegd aan de werelderfgoedlijst en zo door de UNESCO erkend als natuurlijk werelderfgoed.

## Enkele meren van Ounianga Kébir

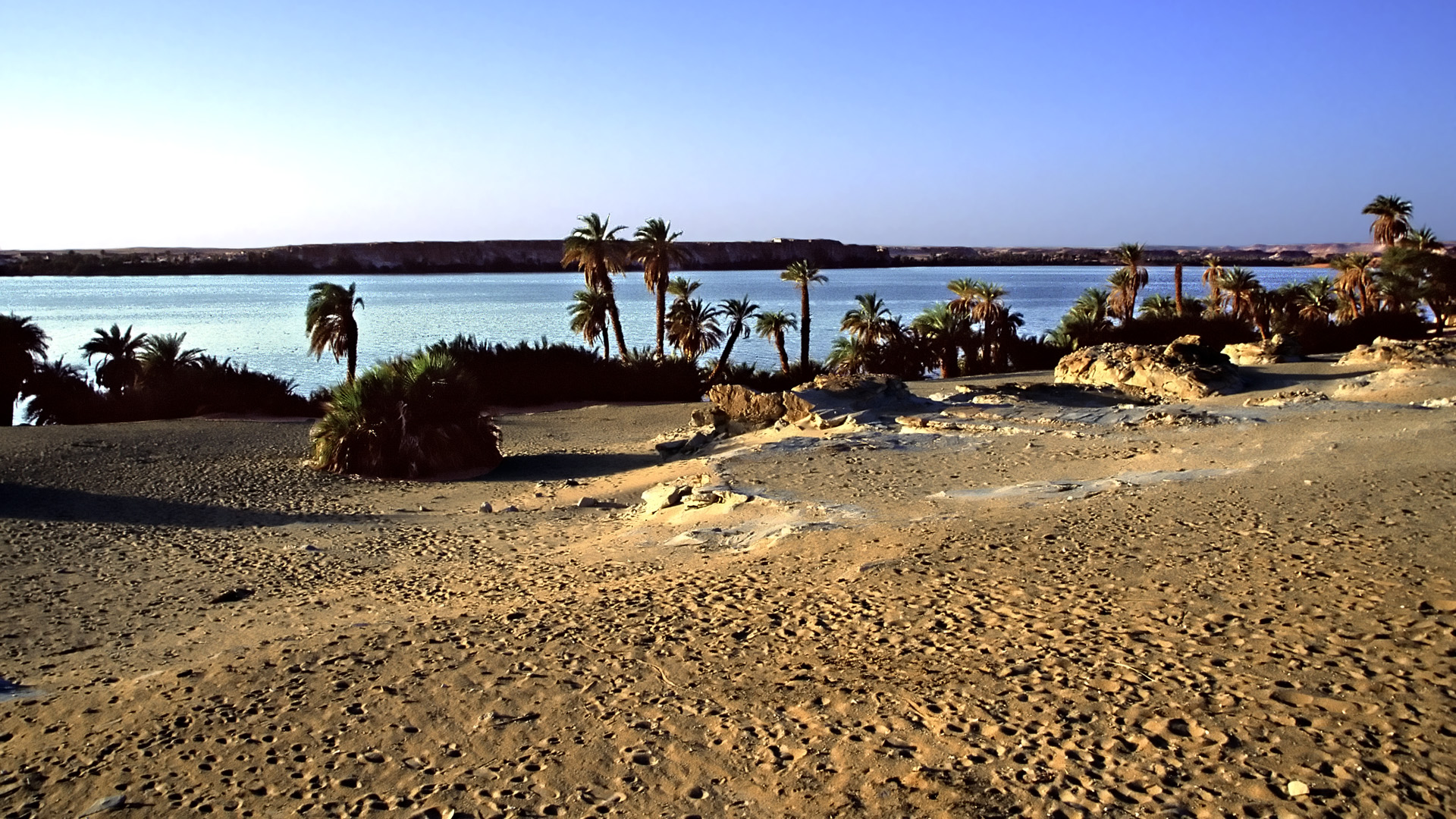
Yoameer met een oppervlakte van 3 km² en een diepte tot 25 m.
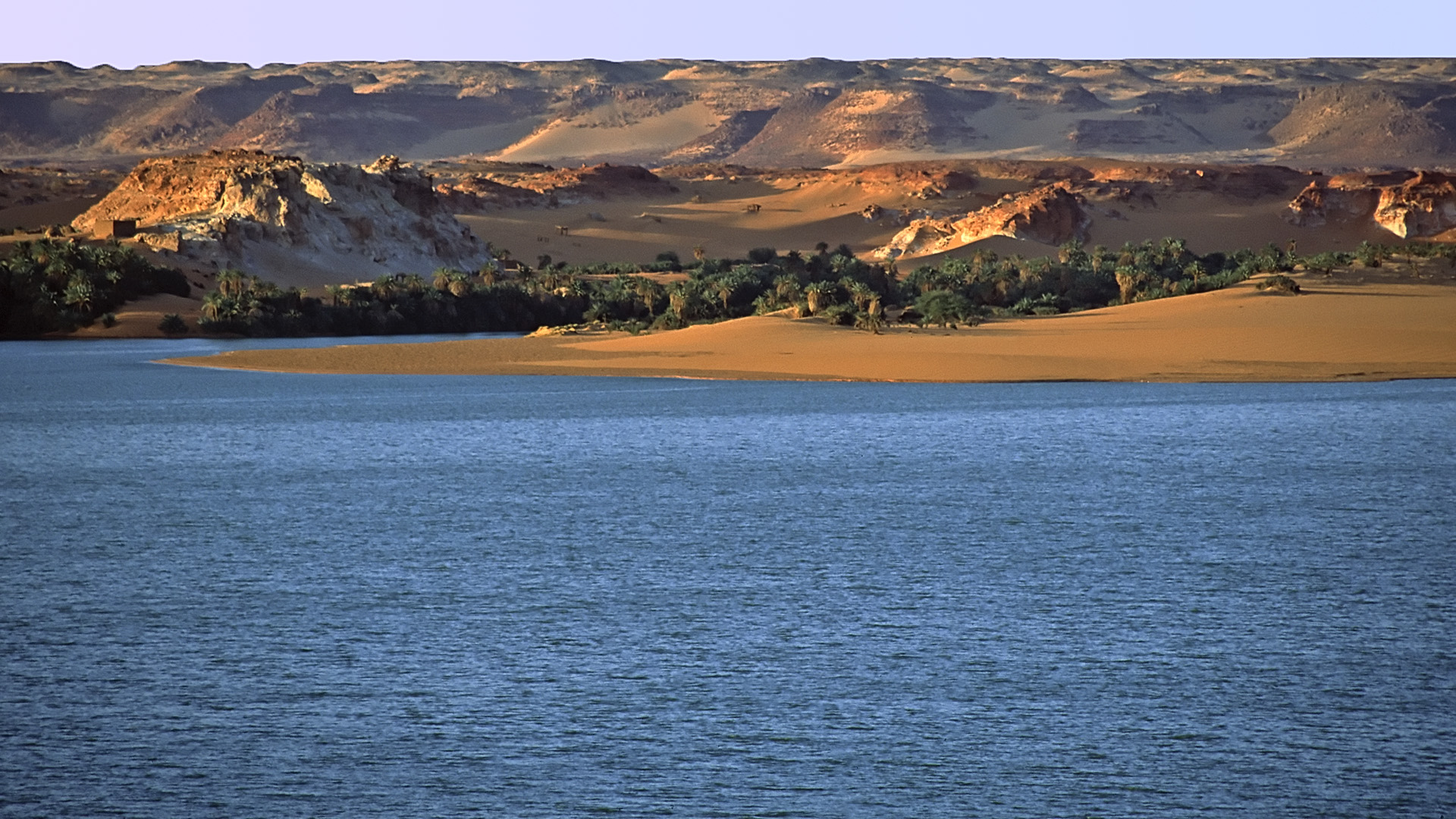
Yoameer, dichtstbijgelegen meer bij Ounianga Kébir 19° 3′ NB, 20° 31′ OL
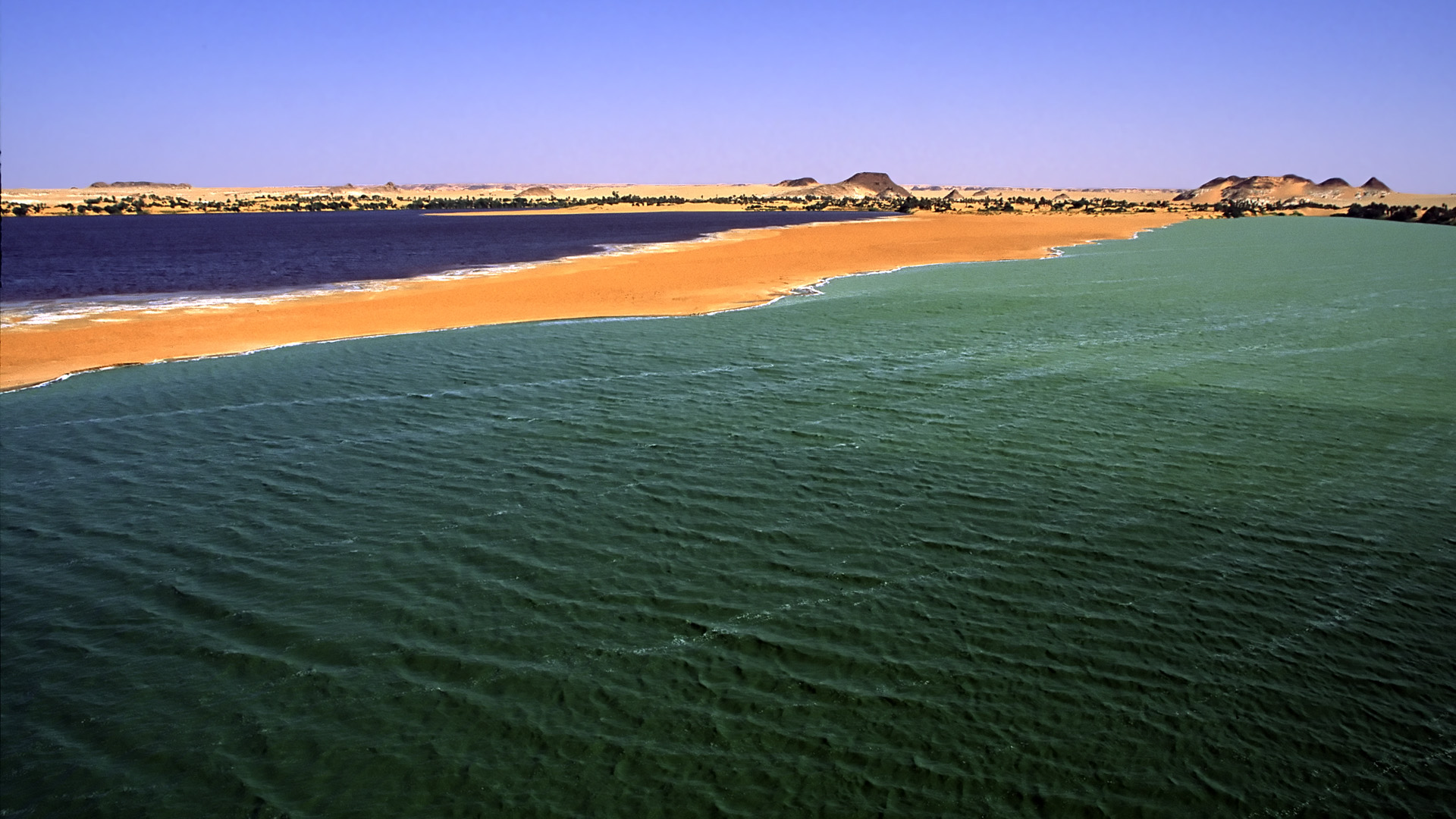
Katammeer, 2,4 km op 1 km 19° 1′ NB, 20° 30′ OL